# Anabarhynchus rufiventris
Anabarhynchus rufiventris är en tvåvingeart som först beskrevs av Macquart 1850.  Anabarhynchus rufiventris ingår i släktet Anabarhynchus och familjen stilettflugor. Inga underarter finns listade i Catalogue of Life.